# هاجيمي ناكامورا
هاجيمي ناكامورا (باليابانية: 中村元؛ بالكانا: なかむら はじめ) هو معجمي ومترجم وفيلسوف وكاتب ياباني، ولد في 28 نوفمبر 1912 في ماتسوا في اليابان، وتوفي في 10 أكتوبر 1999.